# Coelioxys lyprura
Coelioxys lyprura är en biart som beskrevs av Jesus Santiago Moure 1951. Coelioxys lyprura ingår i släktet kägelbin, och familjen buksamlarbin. Inga underarter finns listade i Catalogue of Life.